# Motor- och transportenhet
Motor- och transportenhet (MTE) är en svensk civil beredskapsstyrka underställd länsstyrelsen. Organisationens struktur har skapats av Myndigheten för samhällsskydd och beredskap. En MTE består av frivilliga resurser som kan inkallas vid svåra samhällsstörningar, som t.ex. naturkatastrofer eller stora skogsbränder. Varje län kan ha en eller flera motor- och transportenheter. Rekryteringen till MTE sker genom Frivilliga försvarsorganisationer. Personalen vid en MTE kan ha kompetens som bandvagnsförare, lastbilsförare, bussförare, ordonnanser, elverksoperatörer och mekaniker. Cirka 100 personer ingår en MTE, och de går i ett rullande beredskapsschema under hela året. Arvode utgår i regel enligt samma avtal som borgarbrandkåren. Efter genomförd utbildning kommer resursen att antas till någon MTE i sitt län.